# Le fate
Le fate (Die Feen) è la prima opera completa di Richard Wagner. Stilisticamente si colloca nel filone dell'opera romantica tedesca e risente fortemente dell'influenza dei modelli del giovane Wagner, Carl Maria von Weber e Heinrich Marschner.
Sebbene sia stata scritta nel 1833, quando Wagner aveva 20 anni, la prima rappresentazione assoluta, diretta da Franz Fischer e preparata dal giovane Richard Strauss, ebbe luogo solo dopo la morte del compositore (avvenuta il 13 febbraio 1883), il 29 giugno 1888 all'Hof- und Nationaltheater di Monaco. Lo stesso Wagner, infatti, considerava Le fate un malriuscito esperimento giovanile e, come per Il divieto d'amare, non includeva quest'ultima nel corpus di opere degne di essere portate in scena a Bayreuth. L'esecuzione fu un successo. L'opera venne rappresentata anche in altri teatri, ma alla fine non riuscì a entrare in repertorio. Oggi questo lavoro è quasi dimenticato e viene rappresentato solo raramente.

## La genesi
Le fate è già il quarto lavoro teatrale di Wagner. Del suo lavoro di debutto però, la "grande tragedia" Leutbald, Wagner completò solamente il testo, mentre probabilmente non ne iniziò mai la composizione. Della sua seconda opera, "un'opera pastorale", non è rimasto nemmeno il titolo. L'opera "d'orrore" Le nozze venne interrotta da Wagner tra il 1832 e il '34, dopo che la sorella Rosalie, la principale finanziatrice e matriarca della famiglia, trovò la trama ripugnante. Nel 1833 venne eseguita la prima composizione drammatica di Wagner, un'aria che egli scrisse per l'opera Il vampiro di Marschner.

All'inizio del 1833 si dedica alle Fate. Il soggetto di quest'opera deriva da La donna serpente (1763) e Il corvo (1762) di Carlo Gozzi. Alcuni personaggi di Le nozze si ritrovano anche nelle Fate, per esempio Ada e Arindal, che anche qui sono una coppia, in questo caso però da anni felicemente sposata. Wagner concluse la partitura nel gennaio del 1834. Il tentativo di rappresentare l'opera a Lipsia fallì nonostante le buone conoscenze di Wagner nell'ambiente editoriale e culturale (la sorella Luise era sposata dal 1828 con l'editore Friedrich Arnold Brockhaus, curatore dell'enciclopedia eponima, mentre la sorella Rosalie era una nota attrice del teatro di Lipsia). Dopo che i sovrintendenti, pur avendo promesso di rappresentare l'opera nei loro teatri, rimandavano continuamente la data della prima, nell'autunno del 1835 Wagner distolse definitivamente le sue attenzioni dalla sua creazione. Da questo momento in poi Le fate non gioca più alcun ruolo nella vita del compositore.

A Natale del 1865 Wagner donò al suo mecenate, il re Luigi II di Baviera, la partitura originale dell'opera. Nel 1939 questa partitura, insieme a quelle de Il divieto d'amare, Rienzi, L'oro del Reno e La Valchiria, venne regalata ad Adolf Hitler in occasione del suo 50º compleanno. Dal 1945 questi manoscritti sono spariti.

## Trama
L'opera lirica "Le fate" si svolge a Lyon, in Francia

### Gli antefatti
Arindal e il suo servitore Gernot sono a caccia. Avvistano una magnifica cerva, e si lanciano all'inseguimento, senza però riuscire a catturarla; seguendo la cerva, giungono per una via misteriosa nel regno delle fate. Là, Arindal vede la fata Ada, e i due si innamorano a prima vista l'uno dell'altra. Sfidando la volontà del re delle fate, Ada è intenzionata a sposare il suo amante. Il re, alla fine, acconsente, ma ad una condizione: per otto anni Arindal non dovrà mai chiedere ad Ada chi ella sia. Arindal accetta.
Passano gli anni, la coppia ha due bambini. Ma Arindal, proprio poco prima della fine del tempo, viene meno al giuramento e rivolge la fatale domanda alla sua sposa. Di conseguenza, Arindal e Gernot vengono cacciati dal regno delle fate e mandati in una landa desolata e selvaggia. Ada allora, decisa a ritrovare il consorte, rinuncia alla propria immortalità e lascia il regno alla ricerca dell'amato.

### Atto I

#### Prima scena: Il giardino delle fate
Zemina e Farzana sono alla ricerca di Ada, per convincerla a non rinunciare all'immortalità: pregano tutte le fate e tutti gli spiriti di aiutarle.

#### Seconda scena: Un deserto desolato e roccioso
Dopo la morte del padre di Arindal, Morald e Gunther si sono avviati, per cercare il figlio smarrito, visto che Tramond è minacciato dal re Murold. Incontrano Gernot che racconta loro cosa è successo negli otto anni passati. Con l'aiuto del mago Groma vogliono convincere Arindal a tornare a Tramond.
Arindal è ancora alla ricerca di Ada (Wo find ich dich, wo wird mir Trost, Dove ti trovo, dov'è la mia consolazione) e si imbatte di nuovo in Gernot. Quest'ultimo cerca di farlo uscire dalla sua disperazione, parlando male di Ada e paragonandola alla strega Dilnovaz. Entra in scena in quel momento Gunther, travestito da sacerdote santo (O König du bist übel dran, von einem bösen Weib umstrickt, o re tu sei crudelmente circuito da una donna cattiva) e, una volta svelata questa finzione, Morald, camuffato da fantasma del defunto padre di Arindal e dicendo di essere morto dal dispiacere per la vicenda di suo figlio. Proprio in quel momento il re Murold scende sulla Terra devastandola. Soltanto una città è difesa valorosamente da Lora, sorella di Arindal. Quando questi vuole avviarsi verso casa, anche il secondo travestimento è svelato, ma Morald lo assicura che tutto ciò che ha detto è la verità e che lui deve venire subito a casa. Arindal acconsente. Con ansia vuole partire (Oh Grausame leb ewig wohl, zum Kampfe zieh ich für mein Vaterland), ma improvvisamente lo prende la stanchezza e si distende su una pietra.

#### Terza scena: Giardino delle Fate con Palazzo splendente
Quando Arindal si sveglia, tutto d'un tratto vede Ada davanti a lui. Grande è la sua gioia, ma lei gli rivela che possono rimanere insieme ancora per poco tempo.

Quando Gernot e i compagni ritornano, non capiscono subito dove si trovano. Poi vedono la bellissima Ada e Gernot racconta loro che lei è la moglie di Arindal. Ora diventano pian piano dubbiosi, sul fatto che Arindal sia ancora convinto di tornare a casa.

Ada rassicura Arindal di rivederlo il giorno seguente, tuttavia egli deve giurarle di non maledirla qualsiasi cosa succeda. Dopo il giuramento gli permette di lasciare, insieme ai suoi compagni, il regno delle fate, perché si occupi della giustizia e dell'ordine nella sua patria (Auf komm mit uns nach deinem Lande, Orsù, vieni con noi verso la tua terra).

### Atto II

#### Scena: Atrio di un palazzo nella città di Arindal
Affranti perché destinati alla sconfitta, Lora e gli abitanti di Tramond si radunano davanti al palazzo. Là appare un messaggero che annuncia l'imminente arrivo di Arindal e i suoi compagni. Quando questi giungono vedono lo stato miserevole in cui è ridotto il loro paese (Von Feinden alles voll, kaum noch ein Fußbreit gehöret uns, Pieno di nemici, non ci appartiene quasi più nulla). Ciò nonostante Gernot e Drolla festeggiano il ritorno dopo otto anni di Arindal (Du bist's! Oh welche Freude!, Sei tu! Oh quale gioia!). Quando i combattenti ingaggiano battaglia, Arindal rimane indietro. Ada gli appare nella sala del palazzo. (Weh mir, so nah die fürchterliche Stunde, Che dolore, così vicina la tremenda ora). Ad un suo gesto appaiono i loro figli che abbracciano Arindal. Improvvisamente Ada glieli strappa e li getta in un abisso infuocato. Nello stesso momento ritornano i guerrieri, messi in fuga che annunciano che tutto è perduto e Morald è scomparso. Quando arriva il generale Harald e racconta che una donna soldato di nome Ada ha disperso le sue armate ovunque, Arindal maledice sua moglie.

Dopo la rottura del giuramento, si manifesta Ada. Ciò che era appena successo era stata in realtà solo un'allucinazione: lei ha imprigionato Harald, che lo aveva tradito e annientato i suoi compagni, Morald sta vincendo la battaglia grazie all'appoggio della fata e i bambini tornano e riabbracciano il padre. Ma Ada viene trasformata in statua e così rimarrà per cento anni.

### Atto III

#### Prima scena: Sala delle feste
Morald e Lora vengono acclamati re e regina. Morald non è contento perché Arindal, re legittimo è diventato pazzo.

Nella sua pazzia Arindal cerca sua moglie Ada. Il mago Groma, di cui spesso ode la voce, lo esorta a continuare la sua ricerca (Auf Arindal, was zauderst du, Su Arindal, cosa aspetti). A questo punto lui incontra le fate Zemina e Farzana. Loro gli indicano il modo con cui riportare in vita Ada, ma in realtà vogliono la sua rovina. (Wir leiten gern ihn hin zu ihr, denn uns erfreut sein Untergang, Lo conduciamo volentieri a lei, perché ci rallegra la sua caduta). Il mago Groma consiglia ad Arindal di seguire le fate ma di portare con sé scudo, spada e lira.

#### Seconda scena: Il terribile abisso dell'impero sotterraneo
Le fate lo conducono nel mondo sotterraneo, dove Arindal deve sostenere due prove contro gli spiriti. Con l'aiuto di Groma, e delle armi vince lo scontro quasi disperato contro questi spiriti e trova la moglie trasformata in statua. Disperato vorrebbe rassegnarsi al destino, perché non può rompere l'incantesimo ma sente di nuovo la voce di Groma, che gli dice di prendere la lira. Arindal obbedisce e, suonando, riporta in vita Ada. Farzana e Zemina, sconfitte, spariscono.

#### Terza scena: Palazzo delle fate, circondato dalle nuvole
Ad Arindal viene concessa l'immortalità dal re delle fate, per il suo coraggio e le sue azioni eroiche. Potrà rimanere per sempre con Ada nel regno delle fate. Ai festeggiamenti per l'incoronazione possono partecipare anche dei mortali: Morald, Lora, Drolla, Gernot e Gunther. Morald e Lora vengono ufficialmente dichiarati da Arindal signori di Tramond (Euch beiden geb ich jetzt mein Erdenland, A voi due, io do ora la mia terra). Arindal viene condotto al trono da Ada tra la grande partecipazione delle fate (Ein hohes Los hat er errungen, Una grande sorte ha conquistato)

## Organico orchestrale
La partitura di Wagner prevede l'utilizzo di:
- ottavino, 2 flauti, 2 oboi, 2 clarinetti, 2 fagotti
- 4 corni, 2 trombe, 3 tromboni
- timpani
- arpa
- archi

Da suonare internamente:
- 2 flauti, 2 clarinetti, 2 trombe, 4 tromboni

## Prima italiana
La prima italiana è al Teatro Lirico di Cagliari nel 1997 ed ha un notevole successo di critica e di pubblico. Il relativo disco viene  premiato dalla rivista  “Musica e Dischi” quale miglior disco operistico italiano del 1997
- 1997 – Richard Wagner, Die feen, CD (triplo), Dynamic CDS 217/1-3, Italia, Direttore d'orchestra Gabor Ötvös [2][3]

## Fonti
Orfeo GmbH, München; Aufnahme und Textbuch Die Feen von 1984
Egon Voss; Nachwort zu Richard Wagners Rienzi; Reclam 5645 von 1983
Kultur Bibliothek; Band II; Opern- und Operettenführer

## Discografia
- Die Feen - BBC Northern Symphony Orchestra, Sir Edward Downes, John Mitchinson (Arindal), April Cantelo (Ada), 1974, Deutsche Grammophon
- Die Feen - Coro e Orchestra della Radio Bavarese, Wolfgang Sawallisch, John Alexander (Arindal), Linda Ester Gray (Ada), 1983, Orfeo
- Die Feen - Coro e Orchestra del Teatro Comunale di Cagliari, Gabor Ötvös, Raimö Sirkia (Arindal), Sue Patchell (Ada), 1998, Dynamic